# DJ Lethal
 (avril 2012).
Si vous disposez d'ouvrages ou d'articles de référence ou si vous connaissez des sites web de qualité traitant du thème abordé ici, merci de compléter l'article en donnant les références utiles à sa vérifiabilité et en les liant à la section « Notes et références ».
DJ Lethal, de son vrai nom Leor Dimant (né le 18 décembre 1972 à Riga) est un DJ et producteur de musique letton.

## Carrière
Ancien membre du groupe de rap House of Pain 1991-1996, il a rejoint le groupe de nu metal Limp Bizkit dans les années 1996, lors de la formation du groupe. Celui-ci l'a quitté en mai 2012 à la suite de problèmes dans le groupe. DJ Skeleton l'a remplacé lors la tournée de 2012. Le 17 mars 2018, cinq ans après son départ du groupe, DJ Lethal retrouve Limp Bizkit .

## Discographie

### Limp Bizkit 1996-2012, 2012 , 2018-présent
- 1997 : Three Dollar Bill, Yall
- 1999 : Significant Other
- 2000 : Chocolate Starfish and the Hotdog Flavored Water
- 2001 : New Old Songs
- 2003: Results May Vary
- 2005 : The Unquestionable Truth (Part 1)
- 2005 : Greatest Hits
- 2011 : Gold Cobra
- 2021 : Still Sucks

### House of Pain  1991-1996 , 2017
- 1992 : House of Pain (Fine Malt Lyrics)
- 1994 : Legend EP
- 1994 : Same as It Ever Was
- 1996 : Truth Crushed to Earth Shall Rise Again

### La Coka Nostra 2006-présent
- 2009 : A Brand You Can Trust

## Producteurs
- 1993 : Funkdoobiest – Which Doobie U B?
- 1995 : Funkdoobiest – Brothas Doobie

## Collaborations en feat
- 1995 : mix sur album des silmarils et sur leur tournée
- 1996 : Lookaway (featuring Jonathan Davis, Mike Patton and DJ Lethal) Sepultura
- 1998 : Bleed (feat. Fred Durst and DJ Lethal) Soulfly
- 1998 : Quilombo  (feat. Benji Webbe and DJ Lethal) Soulfly
- 1999 : Good Times Roll (featuring DJ Lethal) Powerman 5000
- 2001 : Lay It On Back (feat. Fred Durst, DJ Lethal and Nate Dogg) Kurupt
- 2002 : State of the Art, feat. Chester Bennington  DJ Lethal
- 2004 : Somebody Turn the Lights Out (featuring DJ Lethal) Dead Celebrity Status
- 2019 :  Jump Around (featuring DJ Lethal) Coming for Blood
- 2024 :  It All Comes Down (Featuring DJ Lethal + Sid Wilson) Kaosis